# Масерија Асини (Казерта)
Масерија Асини је насеље у Италији у округу Казерта, региону Кампанија.
Према процени из 2011. у насељу је живело 23 становника. Насеље се налази на надморској висини од 44 м.